# ديفيد إم. بوردن
ديفيد إم. بوردن (بالإنجليزية: David M. Borden)‏ هو قاضي ومحامي أمريكي، ولد في 4 أغسطس 1937 في هارتفورد في الولايات المتحدة، وتوفي في 7 أغسطس 2016 بسبب سرطان البنكرياس.

## وصلات خارجية
- ديفيد إم. بوردن على موقع إن إن دي بي (الإنجليزية)